# 이혜미 (가수)
이혜미는 대한민국의 가수이다.
현재 거주지는 서울특별시이다.

## 학력
- 지선고등학교 졸업

## 경력
- 2002년 춘천MBC 리포터
- 2011년 고양글로벌문화대축제 명예홍보대사
- 2013년 경기도의료원 홍보대사

## 수상
- 2012년 제1회 대한민국 나눔국민대상 보건복지부장관상

## 데뷔
- 1997년 1집 앨범 "사랑 열차 주말 열차 / 비가 되어 그대 가슴에"

## 음반
- 1997년 사랑 열차 주말 열차 / 비가 되어 그대 가슴에
- 2000년 군조(群鳥) / 서울의 사랑이야기
- 2002년 도깨비 방망이 / 사랑한다 말해요
- 2003년 도깨비 방망이 / 청계천 내 사랑
- 2006년 넝쿨째 굴러온 당신